# Boreomicrolaimoides problematicus
Boreomicrolaimoides problematicus är en rundmaskart som först beskrevs av E. Ditlevsen 1918.  Boreomicrolaimoides problematicus ingår i släktet Boreomicrolaimoides och familjen Cyatholaimidae. Inga underarter finns listade i Catalogue of Life.